# Epirrhoe alchemillata
Epirrhoe alchemillata là một loài bướm đêm trong họ Geometridae.